# Alexandre von Lüders
Pour les articles homonymes, voir von Lüders.
Alexandre Nikolaïevitch von Lüders (né le 26 janvier 1790 en Podolie ; † 13 février 1874 à Saint-Pétersbourg) est un général russe.

## Biographie
Alexandre Nikolaïevitch von Lüders, issu d'une famille d'origine allemande, s'engagea en 1805 dans l'Armée russe, combattit à Austerlitz, puis en Finlande en 1808, prit part à la campagne de Turquie en 1810 et à la campagne de Russie de 1812 à 1814. Il s'illustra lors de la guerre russo-turque de 1828-1829 puis en Pologne lors de l'insurrection de novembre 1830 en tant que chef de brigade, notamment lors de l'assaut sur Varsovie.
Promu général de corps d'armée, il servit pendant plusieurs années en tant que chef du 2e corps d'Infanterie, puis obtint en 1837 le commandement du 5e corps d'Infanterie. Désormais général d'Infanterie, il combattit dans le Caucase en 1844-1845 et réprima en 1848 l'insurrection des Roumains dans les principautés danubiennes avec l'appui d'Omar Pacha.

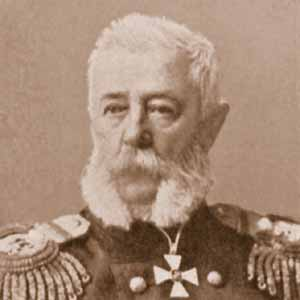
Alexandre Nikolaïevitch von Lüders

Le 19 juin 1849 (Printemps des peuples) il fit franchir à son armée le col Turnu Roșu en Transylvanie, s'empara de Hermannstadt, vainquit le général Józef Bem le 31 juillet à Sighișoara ; repoussant les rebelles sur Deva et Szibi, il les força à capituler.
Au début de la guerre de Crimée, il marcha sur la Moldavie en 1853. Le 24 mars 1854, il traversait le Danube et parvint le 16 mai à Silistrie, mais dut abandonner le commandement pour cause de maladie. Une fois rétabli, il reprit le commandement en 1855 en tant que général en chef de l'armée Sud, et se voyait confier en janvier 1856 le commandement des opérations en Crimée.
Là, il décida de conclure un armistice avec les Franco-Britanniques puis, menacé de perdre la vue, donna sa démission et voyagea au printemps 1857 pour se faire soigner eh France et en Italie. En 1861 il fut nommé gouverneur militaire (Namestnik) de Pologne, y exerça ses fonctions avec une extrême sévérité, et fut élevé au rang de comte.
Peu avant de quitter ce pays, il fut grièvement blessé lors d'un attentat le 17 juin 1862, et partit se faire soigner en Allemagne. Il partagea ses dernières années entre sa retraite d'Odessa et ses terres en Podolie.